# Hans Vogt (Ingenieur)
Hans Vogt (* 25. September 1890 in Wurlitz (Stadt Rehau); † 4. Dezember 1979 in Erlau (Markt Obernzell)) war ein deutscher Ingenieur und einer der Erfinder des Lichttonverfahrens.

## Leben

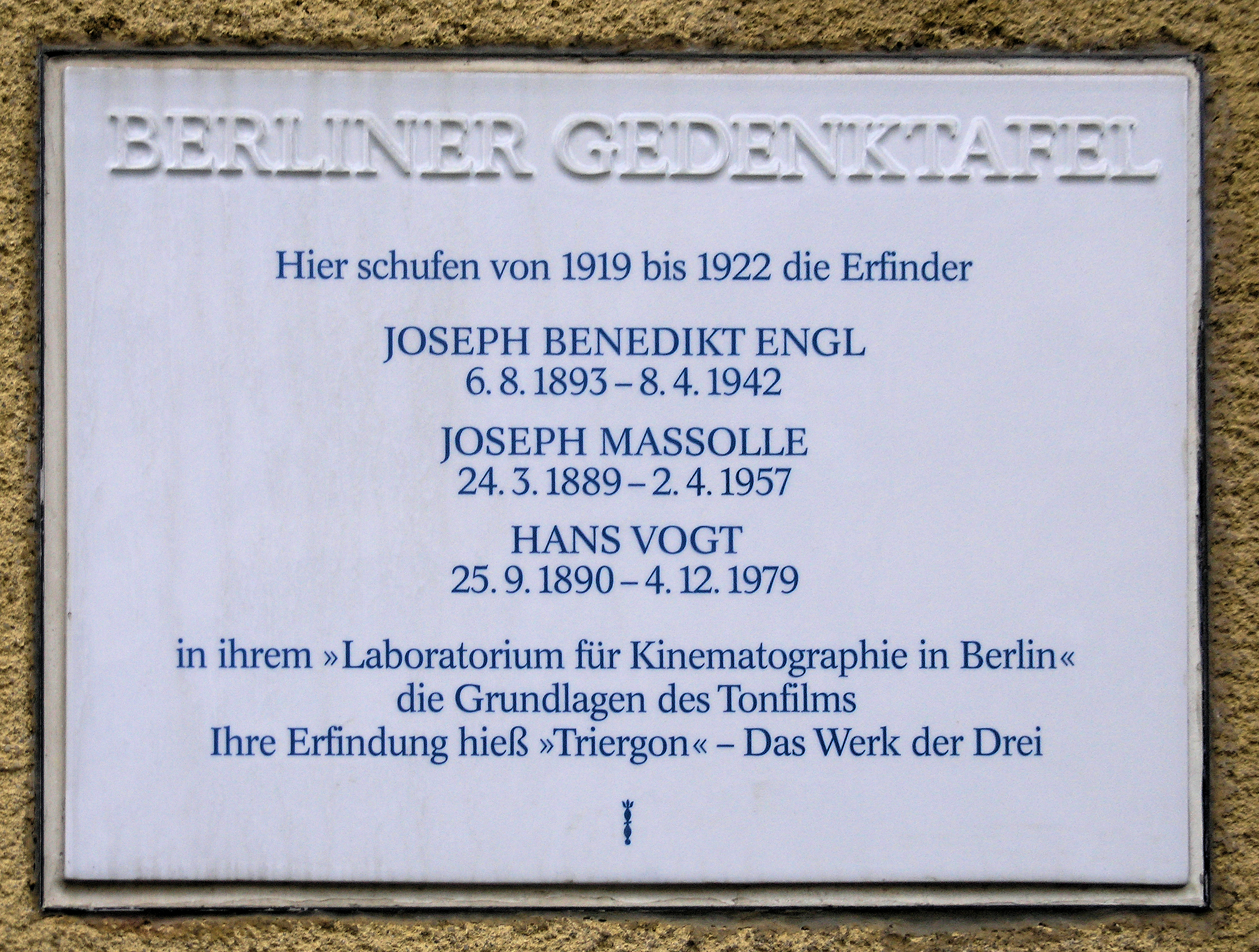
Berliner Gedenktafel am Haus Babelsberger Straße 49 in Berlin-Wilmersdorf

Vogt hatte bereits 1905 seine Idee vom Tonfilm entwickelt. Georg Seibt, in dessen Firma er beschäftigt war, zeigte sich allerdings nicht an der neuen Technik interessiert. Gemeinsam mit Joseph Massolle (1889–1957) und Joseph Benedict Engl (1893–1942) gründete Vogt daher am 1. Juli 1919 in Berlin-Wilmersdorf eine eigene Gesellschaft, die Tri-Ergon.
Bei der Verwirklichung ihres Tonfilm-Systems meldeten die drei Techniker über 150 Patente an. So mussten neben Mikrofonen, Lautsprechern und Fotozellen auch Elektronenröhren eigens entwickelt werden, da die damals erhältlichen Röhren infolge ihrer geringen Steilheit nicht genügten. Am 17. September 1922 konnte im Berliner Filmtheater Alhambra am Kurfürstendamm der erste Licht-Tonfilm der Öffentlichkeit vorgeführt werden. Nach ausbleibendem deutschen Erfolg wurden die 150 Tonfilm-Patente an den US-amerikanischen Filmmogul William Fox verkauft. Dieser brachte den Tonfilm ab 1928 zu Weltgeltung.
Die Erfindergemeinschaft wurde aufgelöst und Vogt gründete 1927 ein eigenes Laboratorium. Um 1932 entwickelte er das Ferrocart und gilt damit als der Erfinder der Hochfrequenzspule mit magnetischem Kern. Die Firma Mende in Dresden war die erste, die das neue Material in großem Umfang in ihre Rundfunkempfänger einbaute und damit eine neue Entwicklung in der Empfangstechnik einleitete. Neben dieser Erfindung war Vogt auch maßgeblich an der Entwicklung des statischen Lautsprechers und später – ganz nebenbei – an der des Umluft-Elektroherdes beteiligt. Die von ihm 1934 gegründete Firma Vogt ist ein bis heute unter dem Namen Sumida AG existierendes Unternehmen für elektronische Bauelemente.
1985 entstand der Kino-Dokumentarfilm Wurlitzer oder die Erfindung der Gegenwart von Antje Starost und Hans Helmut Grotjahn. Er „fesselt durch die Intensität seiner filmischen Sprache“ und erzählt die Lebensgeschichte von Hans Vogt „auf eine eigenwillige Art zwischen den Genres Dokumentarfilm, Spielfilm und Essay“. (Ulrich Gregor, Internationale Filmfestspiele Berlin 1986)
Hans Vogt war Vegetarier und Anhänger der Freiwirtschaftslehre Silvio Gesells. Er gehörte zu den Mitbegründern des Freiland-Freigeld-Bundes, der durch den ehemaligen römisch-katholischen Priester Paulus Klüpfel initiiert worden war. Ihm zum Gedächtnis gab Vogt 1967 eine Sammlung von Schriften und Briefen heraus, die unter dem Titel Innen ist der unendliche Wille der Welt. Die Aufzeichnungen des Paulus Knüpfel in Erlau bei Passau erschien.

## Ehrungen
- 1953: Verdienstkreuz am Bande der Bundesrepublik Deutschland
- 1959: Bayerischer Verdienstorden
- 1963: Bundesfilmpreis (Ehrenpreis)
- 1966: Großes Verdienstkreuz der Bundesrepublik Deutschland

## Hans-Vogt-Preis
An Hans Vogt erinnert der von der Stadt Rehau und der Sparkasse Hochfranken gestiftete und seit 2012 vergebene Filmpreis. Er wird jährlich bei den Internationalen Hofer Filmtagen verliehen.